# Богородський (Єрмекеєвський район)
Богоро́дський (рос. Богородский, башк. Богородский) — присілок у складі Єрмекеєвського району Башкортостану, Росія. Входить до складу Суккуловської сільської ради.
Населення — 6 осіб (2010; 12 в 2002).
Національний склад:
- чуваші — 95 %